# لوئیجی دالاپیکولا

دالاپیکولا

لوئیجی دالاپیکولا (به ایتالیایی: Luigi Dallapiccola) (زادهٔ ۳ فوریهٔ ۱۹۰۴ در تریسته، ایتالیا – درگذشتهٔ ۱۹ فوریهٔ ۱۹۷۵) نوازندهٔ پیانو و آهنگ‌ساز ایتالیایی بود.

## زندگی
دالاپیکولا در ۳ فوریهٔ ۱۹۰۴ در تریسته ایتالیا زاده شد. زادگاه او در ابتدا با نام «پیسینو دیستریا» (پازینِ امروزی) شناخته می‌شد که در آن زمان تحت امپراتوری اتریش بود. پس از اتمام تحصیلاتش در فلورانس، به نوازندگی پیانو و آموزش موسیقی پرداخت.

با پایان‌یافتن جنگ جهانی دوم، به آمریکا رفت و چندین سال به آموزش آهنگ‌سازی در آنجا مشغول شد. او بیشتر از شیوهٔ ۱۲-نتی برای ساخت قطعات خود بهره می‌جست. کارهای او شامل چندین آهنگ، یک کنسرتو پیانو، سه اپرا، یک باله و چند قطعهٔ آوازی است.
دالاپیکولا، از جمله آهنگ‌سازان ایتالیایی است که در ابتدا روش کارش کمی تونالیته بود و از سبک نئوکلاسیکال پیروی می‌کرد، ولی پس از مدتی به سمت موسیقیِ با تکنیک سریال متمایل شد که در لغت به معنای دنبال هم و یکی از شاخه‌های موسیقی مدرن است که آرنولد شونبرگ پایه‌گذار آن بود، در همان زمان ادامه تحصیلاتش در شهر فلورانس، ایتالیا تحت تسلط مجارستان بود و همین موضوع باعث شد که ایتالیایی‌ها مورد تبعیض قرار گیرند، از آنجایی که پدر لوئیجی سیاستمدار بود، در سال ۱۹۱۷ به گراتس تبعید شد و این موضوع به او موقعیتی داد که بتواند به موسیقی پوئم سمفونیک و اپرای آلمانی علاقه‌مند شود، پس از شکست ارتش مجارستان به پیزینو، که به دست ایتالیایی‌ها آزاد شده بود، بازگشت، در ۱۹۱۹ با شنیدن «پلئاس» در بولونیا شیفتهٔ دبوسی آهنگ‌ساز شد، از ۱۹۳۰ کنسرتهای متعددی را به اتفاق نوازندهٔ ویلن «ماتراسی» برای دفاع از موسیقی مدرن برپا کرد.
لوئیجی دالاپیکولا در ۱۹ فوریهٔ ۱۹۷۵ بر اثر آماس ریوی در فلورانس ایتالیا درگذشت.

## برخی آثار
دالاپیکولا به شدت تحت تأثیر آنتون وبرن و شونبرگ بود و اثر شاخص او در این زمینه، دیورتمنتو که در سال ۱۹۳۴ تصنیف شد برای خواننده سوپرانو، فلوت، ابوا، کلارینت، ویلن، آلتو و ویلنسل است، پارتینا نیز یکی از مهمترین آثار او به سبک نئو کلاسیکال به شمار می‌آید، اپرای پریجونیو، تصنیف سال‌های ۱۹۴۴ تا ۱۹۴۸ را شاهکار او می‌دانند که در آن برداشتی آزادانه از سریال کرده است، آنالیبرا نیز که تصنیف سال ۱۹۵۴ می‌باشد برای تکنوازی پیانو نیز کاملاً سریال است، در میان تمامی آهنگ‌سازان سبک سِریالی ایتالیا، وی موفق تر از همگان بود و بخشی از این توفیق به خاطر علاقه شدید او به موسیقی و اشعار ایتالیایی و بخش دیگر به سبب اپراهای دل انگیزش بود، او که از قریحهٔ دراماتیک زیرکانه و تحریر آوازی دلنشین برخوردار بود، بیشترین شگردهایش را در موسیقی آوازی به کار می‌برد، اپرای «پرواز در شب» با اقتباس از اگزوپری به سال ۱۹۴۰ و «زندانی» به سال ۱۹۵۰ در فلورانس، جزو آثار ارزشمند تئاتر است، باله «مارسیا»، چند اثر کرال از جمله «جاب» و «سرودهای زندان»، «اینی» و آنا لیبرا از جمله کارهای مشهور او است